# سیارک ۱۳۱۷
سیارک ۱۳۱۷ (به انگلیسی: 1317 Silvretta، نامگذاری:1935RC) هزار و سیصد و هفدهمین سیارک کشف شده‌است که در ۱ سپتامبر ۱۹۳۵ و در هایدلبرگ کشف شد.
قدر مطلق سیارک برابر ۹٫۹۱ است.